# Flunisolide
Flunisolide (được bán trên thị trường với tên gọi là AeroBid) là một loại thuốc corticosteroid thường được kê đơn để điều trị viêm mũi dị ứng. Corticoid nội sọ là loại thuốc hiệu quả nhất để kiểm soát các triệu chứng trên.
Cơ chế hoạt động chính của flunisolide là kích hoạt thụ thể glucocorticoid, nghĩa là nó có tác dụng chống viêm. Tác dụng của corticosteroid tại chỗ không phải là ngay lập tức và cần sử dụng thường xuyên và ít nhất một vài ngày để bắt đầu giảm triệu chứng rõ rệt. Sử dụng khi cần thiết đã được chứng minh là không hiệu quả như sử dụng thường xuyên được đề nghị. Flunisolide không nên được sử dụng khi có nhiễm trùng mũi. Không nên tiếp tục dùng thuốc nếu không giảm triệu chứng sau khi sử dụng thường xuyên trong hai đến ba tuần.
Nó được cấp bằng sáng chế vào năm 1958 và được chấp thuận cho sử dụng y tế vào năm 1978.

## Tác dụng phụ
Khô mũi và cổ họng tạm thời, kích ứng, chảy máu hoặc mùi vị khó chịu hoặc mùi có thể xảy ra. Hẹp vách ngăn mũi hiếm khi được báo cáo. Hiếm gặp, nhưng nhiễm trùng cục bộ mũi và hầu họng với Candida albicans đã được báo cáo và sử dụng lâu dài có thể làm tăng nguy cơ đục thủy tinh thể hoặc tăng nhãn áp.
Thuốc xịt mũi Flunisolide được hấp thụ vào hệ thống tuần hoàn (máu). Thuốc xịt mũi Corticosteroid có thể ảnh hưởng đến chức năng trục hạ đồi-tuyến yên-tuyến thượng thận ở người. Sau khi đạt được hiệu quả lâm sàng mong muốn, nên giảm liều duy trì đến mức nhỏ nhất cần thiết để kiểm soát các triệu chứng, có thể thấp đến 1 lần xịt trong mỗi lỗ mũi mỗi ngày. Sử dụng liều tối thiểu có hiệu quả sẽ làm giảm khả năng tác dụng phụ. Lượng corticosteroid nội sọ được khuyến nghị thường không liên quan đến tác dụng phụ toàn thân.

## Chỉ Định
Flunisolide chỉ định dùng cho người lớn và trẻ em từ 6 tuổi.
Dạng hít bằng miệng:
- Phòng ngừa co thắt phế quản lâu dài ở bệnh nhân hen suyễn.
- Ở những bệnh nhân phụ thuộc corticosteroid, có thể giúp giảm liều lượng hoặc ngừng sử dụng corticosteroid toàn thân.

Dạng xịt mũi: Chỉ định để kiểm soát các triệu chứng mũi của viêm mũi theo mùa hoặc lâu năm.

## Chống Chỉ Định
Flunisolide chống chỉ định trong các trường hợp:
- Hen cấp tính nặng hoặc trạng thái hen cần các biện pháp chuyên sâu (ví dụ: thở oxy, thuốc giãn phế quản qua đường tiêm, corticosteroid đường tĩnh mạch).
- Nhiễm trùng cục bộ không được điều trị liên quan đến niêm mạc mũi.
- Quá mẫn với bất kỳ thành phần nào của thuốc.